# Arsenolita
L'arsenolita o arsenita és la forma mineral de l'òxid d'arsènic(III) (As₂O₃).Rep el seu nom degut a l'arsènic en la seva composició.

## Característiques
Cristal·litza en el sistema cúbic, comunament en forma de diminuts octaedres, de vegades modificat pel dodecaedre, en agregats o costres, també pot tenir forma botroidal, estalactítica, d'aspecte terrestre o pulverulent. La seva duresa a l'escala de Mohs és 1,5.
Segons la classificació de Nickel-Strunz, l'arsenolita pertany a «04.CB: Òxids amb proporció metall:oxigen = 2:3, 3:5, i similars, amb cations de mida mitjana» juntament amb els següents minerals: brizziïta, corindó, ecandrewsita, eskolaïta, geikielita, hematites, ilmenita, karelianita, melanostibita, pirofanita, akimotoïta, auroantimonita, romanita, tistarita, avicennita, bixbyita, armalcolita, pseudobrookita, mongshanita, zincohögbomita-2N2S, zincohögbomita-2N6S, magnesiohögbomita-6N6S, magnesiohögbomita-2N3S, magnesiohögbomita-2N2S, ferrohögbomita-6N12S, pseudorútil, kleberita, berdesinskiita, oxivanita, olkhonskita, schreyerita, kamiokita, nolanita, rinmanita, iseïta, majindeïta, claudetita, estibioclaudetita, senarmontita, valentinita, bismita, esferobismoïta, sil·lenita, kyzylkumita i tietaiyangita.

## Formació i jaciments
L'arsenolita és un producte d'oxidació d'altres sulfurs amb contingut d'arsènic en filons hidrotermals; també es pot en incendis o en la crema de filons de carbó. Va ser descoberta a Sant Andreasberg (Baixa Saxònia, Alemanya). També ha estat descrita a altres indrets d'Alemanya, Albània, Austràlia, Àustria, Bèlgica, Bolívia, Bulgària, el Canadà, Eslovàquia, Eslovènia, Espanya, els Estats Units, Finlàndia, França, Grècia, Hongria, Irlanda, Itàlia, el Japó, el Kazakhstan, Macedònia del Nord, Malàisia, el Marroc, Noruega, Nova Zelanda, Polònia, Portugal, el Regne Unit, la República Txeca, Romania, Rússia, Sèrbia, Sud-àfrica, Suècia, Suïssa, Xile i la Xina. A Catalunya se n'ha trobat a la mina Atrevida, a Vimbodí i Poblet (Conca de Barberà, Tarragona) i a la mina «San Ignacio» (Setcases, Girona).
Sol trobar-se associada a altres minerals com: claudetita, realgar, orpiment i eritrita.